# Swiss Open 1955
Die Swiss Open 1955 im Badminton fanden gemeinsam mit den nationalen Schweizer Meisterschaften vom 22. bis zum 24. April 1955 in Lausanne statt. Es war die erste Austragung der internationalen Titelkämpfe im Badminton in der Schweiz.

## Sieger und Platzierte
| Disziplin    | Gold                     | Silber                 | Bronze                         |
| ------------ | ------------------------ | ---------------------- | ------------------------------ |
| Herreneinzel | David Choong             | Richard Lee            | B.-O. Gottschau                |
| Herreneinzel | David Choong             | Richard Lee            | Paul Ailloud                   |
| Dameneinzel  | E. Müller                | Mile Meynet            | Dumas                          |
| Dameneinzel  | E. Müller                | Mile Meynet            | Tschudin                       |
| Herrendoppel | David Choong Richard Lee | Paul Ailloud J. Chavez | Hans Eschweiler Günter Ropertz |
| Herrendoppel | David Choong Richard Lee | Paul Ailloud J. Chavez | B.-O. Gottschau Robert Baldin  |

## Finalresultate
| Disziplin    | Sieger                   | Finalist               | Ergebnis          |
| ------------ | ------------------------ | ---------------------- | ----------------- |
| Herreneinzel | David Choong             | Richard Lee            | 15–4, 15–5        |
| Dameneinzel  | E. Müller                | Mile Meynet            | 7–11, 13–11, 11–8 |
| Herrendoppel | David Choong Richard Lee | Paul Ailloud J. Chavez | 15–5, 15–5        |